# Hlošina u Olejomlýnského parku v Jirkově
Hlošina u Olejomlýnského parku v Jirkově je památný strom hlošina úzkolistá (Elaeagnus angustifolia) v Jirkově v okrese Chomutov v Ústeckém kraji.
Roste v Mostecké pánvi v nadmořské výšce 315 m nad pravým břehem Bíliny. Nachází se v Jirkově v Palackého ulici na zahradě za domem čp. 592.

## Základní údaje
Obvod kmene měří 237 cm, koruna stromu dosahuje do výšky 12 metrů (měření 2009). V roce 2009 bylo stáří stromu odhadováno na 200 let.
Strom je chráněn od roku 1998 jako dendrologicky cenný taxon, strom výrazný stářím a vzrůstem.

## Stromy v okolí
- Skupina dubů v ulici U dubu
- Dub v Křižíkově ulici (zaniklý)
- Chomutovská kaštanka